# Thermodesulfobacteriales
Thermodesulfobacteria — невеликий за числом видів ряд (єдиний в своєму типі) теплолюбивих сульфат-відновлюючих бактерій II типу, тобто можуть використовувати ацетат та інші жирні кислоти, окисляючи їх цілком.